# Desperate Housewives (seizoen 2)
Dit artikel geeft een overzicht van de afleveringen en acteurs van seizoen 2 van Desperate Housewives. Het seizoen bestaat uit 24 afleveringen en 2 specials. Het was het op drie na best bekeken programma van dat seizoen op de Amerikaanse televisie.

## Rolbezetting
- Teri Hatcher als Susan Mayer
- Felicity Huffman als Lynette Scavo
- Marcia Cross als Bree Van de Kamp
- Eva Longoria als Gabrielle Solis
- Nicollette Sheridan als Edie Britt
- Ricardo Antonio Chavira als Carlos Solis
- Mark Moses als Paul Young
- Andrea Bowen als Julie Mayer
- Doug Savant als Tom Scavo
- Richard Burgi als Karl Mayer
- Brenda Strong als Mary Alice Young
- James Denton als Mike Delfino
- Shawn Pyfrom als Andrew Van de Kamp
- Joy Lauren als Danielle Van de Kamp
- Cody Kasch als Zach Young
- Alfre Woodard als Betty Applewhite
- Mehcad Brooks als Matthew Applewhite
- Brent Kinsman als Preston Scavo
- Shane Kinsman als Porter Scavo
- Zane Huett als Parker Scavo
- Nashawn Kearse als Caleb Applewhite (afleveringen 31 tot 46)
- Page Kennedy als Caleb Applewhite (afleveringen 26 tot 30)
- Roger Bart als George Williams (afleveringen 25 tot 32)

### Gastrol
- Pat Crawford Brown als Ida Greenberg
- Ryan Carnes als Justin
- Steven Culp als Rex Van de Kamp
- Bob Gunton als Noah Taylor
- Harriet Sansom Harris als Felicia Tilman
- Kathryn Joosten als Karen McCluskey
- Kyle MacLachlan als Orson Hodge
- Jesse Metcalfe als John Rowland
- Kiersten Warren als Nora Huntington
- Gwendoline Yeo als Xiao-Mei

## Afleveringen
| Nr. | Titel                              | Schrijver(s)                                                 | Regisseur             | Uitzenddatum      |  |
| --- | ---------------------------------- | ------------------------------------------------------------ | --------------------- | ----------------- |  |
| 2-01 (24) | Next                               | Jenna Bans & Kevin Murphy                                    | Larry Shaw            | 25 september 2005 |  |
| Seizoen 2 begint waar seizoen 1 eindigt: Mike komt in zijn woonkamer, waar Susan door Zach Young onder schot wordt gehouden. Uiteindelijk kan Mike Zach overmeesteren, maar door de chaos kan Zach ontsnappen. Lynette heeft een sollicitatie en probeert haar potentiële werkgevers te imponeren. Bree moet aan de buren vertellen dat Rex overleden is en ze moet zijn moeder Phyllis opvangen. Gabrielle bezoekt Carlos in de gevangenis. Betty en Matthew houden iemand gevangen in de kelder. |                                    |                                                              |                       |                   |  |
| 2-02 (25) | You Could Drive a Person Crazy     | Chris Black & Alexandra Cunningham                           | David Grossman        | 2 oktober 2005    |  |
| Susan ontdekt dat haar ex-man Karl nu bij Edie woont. Ze hoort ook rare geluiden uit de kelder van de Applewhites komen. Phyllis blijft Bree gek maken. Carlos wordt ineengeslagen door een medegevangene nadat Gabrielle geen geld geeft aan diens vriendin. Lynette probeert Tom duidelijk te maken dat het huishouden doen meer is dan een parttimejob en laat een rat los in huis. |                                    |                                                              |                       |                   |  |
| 2-03 (26) | You'll Never Get Away from Me      | Tom Spezialy & Ellie Herman                                  | Arlene Sanford        | 9 oktober 2005    |  |
| Phyllis ontdekt dat Bree een relatie heeft met George en belt de verzekeringsagent. Die beslist om Rex' lijk opnieuw op te graven en te laten onderzoeken. Bree ondergaat dan een test aan de leugendetector om te bewijzen dat ze onschuldig is. Susan probeert ermee te leven dat Edie nu ook een rol speelt in het leven van haar dochter Julie, maar dat valt niet mee. Lynette probeert virtueel aanwezig te zijn op Parkers eerste schooldag, maar dat is buiten haar baas Nina gerekend. Gabrielle vraagt vergiffenis aan Carlos nadat ze John betrapt met een andere vrouw. Mike vraagt aan Felicia of ze iets gehoord heeft over Zach. |                                    |                                                              |                       |                   |  |
| 2-04 (27) | My Heart Belongs to Daddy          | John Pardee & Joey Murphy                                    | Robert Duncan McNeill | 16 oktober 2005   |  |
| Susan helpt Mike bij zijn zoektocht naar Zach. Ze vindt Zach, maar stopt hem wat geld toe en zegt dat hij zijn vader moet zoeken in Utah. Gabrielle veroorzaakt een gevangenisrel en zoekt een nieuwe advocaat voor Carlos. Parker heeft een nieuwe ingebeelde vriendin, Mrs. Mulberry, en dat is niet naar de zin van Lynette. Andrew daagt George uit tijdens een etentje, maar George neemt wraak. |                                    |                                                              |                       |                   |  |
| 2-05 (28) | They Asked Me Why I Believe In You | Alan Cross                                                   | David Grossman        | 23 oktober 2005   |  |
| Lonny Moon, Susans agent, wordt ontslagen nadat hij fraude heeft gepleegd en vraagt Susan hem te volgen nu hij een eigen zaak begint. Bree krijgt van de politie het briefje te zien dat Rex nog net kon schrijven voor zijn dood en is woest op Rex. Carlos wil een andere advocaat want hij denkt dat de man Gabrielle zal verleiden. Betty ziet op televisie dat een man gearresteerd is voor de moord op Melanie Foster. Ze schrijft een brief aan de politie waarin ze vertelt dat ze de verkeerde man voorhebben. |                                    |                                                              |                       |                   |  |
| 2-06 (29) | I Wish I Could Forget You          | Kevin Etten & Josh Senter                                    | Larry Shaw            | 6 november 2005   |  |
| Lynette moet voor een belangrijke presentatie op zoek naar een nieuw kostuum, maar wanneer Tom de prijs ziet, verplicht hij haar het pak terug te brengen. George probeert seks te hebben met Bree, maar Bree krijgt een allergische aanval. Mike ontdekt dat Susan Zach heeft weggestuurd en verbreekt hun relatie. |                                    |                                                              |                       |                   |  |
| 2-07 (30) | Color and Light                    | Marc Cherry                                                  | David Grossman        | 13 november 2005  |  |
| Betty en Matthew komen terug thuis en merken dat Caleb ontsnapt is. George koopt een huis bij Bree in de buurt en doet haar een huwelijksaanzoek. Tom en Lynette ontdekken dat de vriendjes van hun tweeling een seksvideo hebben meegenomen. Nu Susan en Mike geen koppel meer zijn (en ook Edie en Karl uit elkaar zijn) groeien Karl en Susan weer naar elkaar toe. Maar Karl heeft gelogen en Susan gooit hem het huis uit. Gabrielle krijgt enkele vriendinnen van vroeger over de vloer en wil per se een piepkleine jurk aantrekken, maar dat lukt niet nu ze zwanger is. Caleb breekt in bij Gabrielle en zij valt in haar vlucht van de trap. |                                    |                                                              |                       |                   |  |
| 2-08 (31) | The Sun Won't Set                  | Jenna Bans                                                   | Stephen Cragg         | 20 november 2005  |  |
| Na de val van Gabrielle komt de buurt samen om een burgerwacht in te stellen. Sophie, Susans moeder, trouwt en op haar huwelijksfeest ontdekt Susan wie haar biologische vader is. Bree komt enkele duistere kantjes van George te weten en verbreekt de verloving. Lynette is bezorgd dat haar kinderen in de handen kunnen vallen van een pedofiel en vraagt aan Stu, een collega, om een val op te zetten. Carlos is bezorgd over de mentale gezondheid van Gabrielle nu ze haar kind verloren heeft en schakelt een ex-gevangene in om haar te helpen. |                                    |                                                              |                       |                   |  |
| 2-09 (32) | That's Good, That's Bad            | Kevin Murphy                                                 | Larry Shaw            | 27 november 2005  |  |
| Bree ontdekt dat George verantwoordelijk is voor de dood van Rex en het 'ongeval' van haar psychiater en neemt wraak. Carlos wordt vrijgelaten en keert terug naar huis. Gabrielle ontdekt dat dit komt doordat Carlos nu een gelovig man is en naar de kerk gaat. Susan ontmoet haar vader Addison en probeert een relatie met hem op te bouwen. Lynette is laat op kantoor en betrapt Nina en Stu in de kopieerruimte. Ze probeert Nina op andere gedachten te brengen, maar dat loopt niet helemaal af zoals gepland. |                                    |                                                              |                       |                   |  |
| 2-10 (33) | Coming Home                        | Chris Black                                                  | Arlene Sanford        | 4 december 2005   |  |
| Zach keert terug naar Wisteria Lane en verzoent zich met zijn vader. Lynette wil een kinderopvang op haar kantoor maar moet de vrouw van de baas hiervan overtuigen. Andrew keert terug naar huis en wil wraak nemen op zijn moeder. Carlos wil met zuster Mary naar Afrika, maar daar steekt Gabrielle een stokje voor. Susan probeert haar vader Addison te leren kennen, maar diens vrouw verdenkt hem van overspel. Betty probeert, met de hulp van Matthew, Caleb uit de instelling te halen. |                                    |                                                              |                       |                   |  |
| 2-11 (34) | One More Kiss                      | Joey Murphy & John Pardee                                    | Wendey Stanzler       | 8 januari 2006    |  |
| Lynette en Gabrielle krijgen ruzie nadat ze Tom en Gaby betrapt op een kus. Susan probeert Mike te helpen om een relatie met zijn zoon, Zach, op te bouwen. Andrew chanteert Bree, die de hulp inroept van Karl. Een detective is Caleb op het spoor gekomen. Hij breekt in in Betty's huis, maar sterft op de trap. Het lijk stoppen ze in de koffer van zijn auto. |                                    |                                                              |                       |                   |  |
| 2-12 (35) | We're Gonna Be All Right           | Alexandra Cunningham                                         | David Grossman        | 15 januari 2006   |  |
| Susan leert Dr. Ron kennen. Nadat er naaktfoto's van Gabrielle op het internet zijn verschenen, vraagt ze aan Carlos om haar te helpen. Lynettes tweeling krijgt de waterpokken, waarop Tom het huis uitvlucht. Mike brengt een bezoek aan Noah Taylor. Bree gaat uit eten met een politieagent om zo meer te weten te komen over de Applewhites. Maar de agent dacht dat dit een afspraakje was en wanneer zij hem afwijst, arresteert hij haar voor het rijden onder invloed. |                                    |                                                              |                       |                   |  |
| 2-13 (36) | There's Something About a War      | Kevin Etten                                                  | Larry Shaw            | 22 januari 2006   |  |
| Susan moet geopereerd worden aan haar milt. Gabrielle en zuster Mary hebben een gevecht in een kerk en die ruzie zorgt ervoor dat zuster Mary moet verhuizen. Gabrielle en Carlos besluiten om opnieuw proberen zwanger te raken. Tom solliciteert op het kantoor van Lynette voor een job. Bree ontdekt een geheim van Betty en wil de vriendinnen vertellen wat ze ontdekt heeft, maar Betty steekt daar een stokje voor. |                                    |                                                              |                       |                   |  |
| 2-14 (37) | Silly People                       | Tom Spezialy                                                 | Robert Duncan McNeill | 12 februari 2006  |  |
| Ed, de baas van Tom en Lynette, is niet onder de indruk van Toms capaciteiten. Tom moet nu proberen zijn baas te imponeren, maar de manier waarop is niet wat Lynette in gedachten had. Susan wil hertrouwen met Karl om zo verzekerd te zijn voor haar operatie. Xiao-Mei, een illegale Chinese vluchtelinge, krijgt onderdak bij Carlos en Gabrielle. Bree gaat op onderzoek uit naar Betty's geheimen en breekt in bij Betty. Daar krijgt ze de kans om met Caleb te spreken. Noah Taylor ontdekt dat zijn kleinzoon nog leeft. |                                    |                                                              |                       |                   |  |
| 2-15 (38) | Thank You So Much                  | Dahvi Waller                                                 | David Grossman        | 19 februari 2006  |  |
| Edie ontdekt de trouwring die Karl voor Susan heeft gekocht en denkt dat Karl haar ten huwelijk zal vragen. Bree babysit op de kinderen van Lynette, maar door haar alcoholprobleem valt ze in slaap en kunnen de kinderen ervanonder muizen. Gabrielles moeder komt op bezoek en stelt voor om draagmoeder te worden voor hun kind. |                                    |                                                              |                       |                   |  |
| 2-16 (39) | There Is No Other Way              | Bruce Zimmerman                                              | Randy Zisk            | 12 maart 2006     |  |
| Zach gaat met Mike zijn grootvader bezoeken. Carlos en Gabrielle willen een kind adopteren, maar dan lopen ze Helen Rowland (Johns moeder) tegen het lijf. Susan wordt geopereerd aan haar milt en bekent op de operatietafel dat ze verliefd is op Mike. Bree wordt verplicht zich aan te sluiten bij de AA om zo het hoederecht over Andrew niet te verliezen. Tom vindt dat Lynette te veel de baas wil spelen. Paul wordt gearresteerd. |                                    |                                                              |                       |                   |  |
| 2-17 (40) | Could I Leave You?                 | Scott Sanford Tobis                                          | Pam Thomas            | 26 maart 2006     |  |
| Susan geeft een etentje opdat Dr. Ron en Karl elkaar leren kennen. Maar dan zorgt Karl ervoor dat een kraan begint te lekken en belt Karl naar Mike. Lynette krijgt een nieuwe collega, die er een nogal bizarre gewoonte op nahoudt. Bree is nog altijd verkikkerd op wijn en valt in slaap in een kledingzaak. Matthew wil een cadeautje kopen voor de verjaardag van Danielle, maar stoot op weerwerk van zijn moeder. Gabrielle en Carlos bezoeken een advocaat die hen kan helpen bij hun zoektocht naar een baby. |                                    |                                                              |                       |                   |  |
| 2-18 (41) | Everybody Says Don't               | Jenna Bans, Alexandra Cunningham & Jim Lincoln               | Tom Cherones          | 2 april 2006      |  |
| Bree krijgt een nieuwe AA-sponsor nadat ze haar oude sponsor (die naast een drankverslaving ook een seksverslaving heeft) tot een portie seks verleidt. Gabrielle en Carlos overladen Libby, de draagmoeder die haar kind aan hen wil afstaan, met cadeaus. Lynette moet getuigen tegen Bree op een hoorzitting, maar liegt wanneer ze Andrews spelletje doorkrijgt. Edie organiseert een feestje omdat ze gaat trouwen. |                                    |                                                              |                       |                   |  |
| 2-19 (42) | Don't Look at Me                   | Josh Senter                                                  | David Grossman        | 16 april 2006     |  |
| Parker wil weten waar kindjes vandaan komen en Lynette probeert hem dit uit te leggen. Maar Parker is heel nieuwsgierig en blijft vragen stellen. Brees vader en stiefmoeder willen niet dat hun goede naam door het slijk wordt gehaald en proberen de ruzie tussen Bree en Andrew te regelen. Karl en Susan belanden samen in bed, ondanks het feit dat Karl gaat trouwen met Edie. Felicia Tilman neemt wraak op Paul Young. |                                    |                                                              |                       |                   |  |
| 2-20 (43) | It Wasn't Meant to Happen          | Marc Cherry & Tom Spezialy                                   | Larry Shaw            | 30 april 2006     |  |
| Gabrielle en Carlos krijgen problemen met hun adoptie wanneer de natuurlijke vader van het kind opdaagt. Edie en Karl maken het uit en Edie huilt uit op Susans schouder, wat haar een heel ongemakkelijk gevoel geeft. Lynette geeft sekstips aan haar baas Ed. Bree wil haar oude sponsor Peter terug en probeert voor hem een sponsor te zijn. Betty wil haar huis verkopen, maar dat is buiten Matthew en Danielle gerekend. |                                    |                                                              |                       |                   |  |
| 2-21 (44) | I Know Things Now                  | Kevin Etten & Bruce Zimmerman                                | Wendey Stanzler       | 7 mei 2006        |  |
| Edie huurt een privédetective in om uit te zoeken waarom Karl haar verlaten heeft, maar Mike betrapt de man. Edie ontdekt dan dat Susan de vrouw is voor wie Karl haar heeft verlaten en steekt het huis van Susan in brand. Tom wordt ontslagen. Lynette ontdekt dat Tom een geheim heeft. Gabrielle en Carlos vragen aan Xiao-Mei om draagmoeder te worden van hun kind. Betty wil Caleb vermoorden omdat hij een gevaar vormt, maar ontdekt dat Matthew dit plan bedacht heeft. Andrew slaapt met Brees sponsor Peter en Bree gooit dan Andrew buiten. |                                    |                                                              |                       |                   |  |
| 2-22 (45) | No One Is Alone                    | Kevin Murphy & Chris Black                                   | David Grossman        | 14 mei 2006       |  |
| Susan probeert een bekentenis van Edie vast te krijgen door haar in de val te lokken. Lynette ontdekt dat Tom afspreekt met een vreemde vrouw. Felicia neemt definitief wraak op Paul Young. Carlos geeft Xiao-Mei volgens Gabrielle veel te veel aandacht. Bree zoekt toenadering tot Danielle, maar die moet niets meer van haar moeder weten en loopt weg met Matthew. Bree laat zichzelf opnemen in een psychiatrisch ziekenhuis. |                                    |                                                              |                       |                   |  |
| 2-23 (46) & 2-24 (47) | Remember                           | Marc Cherry, Jenna Bans, Alexandra Cunningham & Tom Spezialy | Larry Shaw            | 21 mei 2006       |  |
| We zien hoe elke huisvrouw op Wisteria Lane terechtkwam. We komen ook te weten wat er gebeurd is in Chicago met de Applewhites: Matthew had een relatie met Melanie. Zij had het uitgemaakt maar ze wilde hem die avond nog eens spreken en vraagt om hem te ontmoeten op het terrein van een houthandel. Maar het is Caleb die opdaagt en zij stuurt hem weg. Matthew daagt dan even later toch op en het is hij en niet Caleb die Melanie vermoordt. In een ultieme confrontatie tussen Bree, Danielle en Matthew wordt Matthew neergeschoten. Betty en Caleb vertrekken niet snel daarna zoals ze gekomen zijn: midden in de nacht. Bree probeert te ontsnappen uit het ziekenhuis nadat ze hoort dat Danielle in gevaar is. Lynette wil haar man verlaten, maar ontdekt dat Tom nog een dochter heeft uit een onenightstand: Kayla. Gabrielle verdenkt Carlos ervan een relatie te hebben met Xiao-Mei. Zach erft alles van Noah Taylor en is nu multimiljonair. Orson, een tandarts, overrijdt Mike. |                                    |                                                              |                       |                   |  |